# 貼圖討論版
貼圖討論版，是一種主要透過發佈圖像來進行交流的網路論壇。最早的貼圖討論版雙葉頻道源自於日本，並啟發了各種貼圖討論版的誕生。
- 双叶频道
- 4chan
- 8chan
- 紙箱詞源